# 7. pokrajinski štab Slovenske vojske
7. pokrajinski štab (kratica: 7. PŠTO/7. PŠSV) je bil pokrajinski štab, zadolžen za Vzhodnoštajersko pokrajino, sprva Teritorialne obrambe Republike Slovenije, nato pa Slovenske vojske, ki je bil aktiven med slovensko osamosvojitveno vojno.

## Zgodovina
PŠTO je bil ustanovljen konec septembra 1990 z reorganizacijo takratne TO RS in MSNZ.
V sklopu preoblikovanja slovenskih oboroženih sil (s sprejetjem Zakona o obrambo 20. decembra 1994) so PŠTO preimenovali v 7. pokrajinski štab Slovenske vojske (PŠSV).
Leta 1998 je bila izvedena nova strukturna reorganizacija Slovenske vojske, s katero je bil ukinjen pokrajinski štab.

## Organizacija
Junij 1991
- 71. območni štab Teritorialne obrambe Republike Slovenije (Maribor)
- 73. območni štab Teritorialne obrambe Republike Slovenije (Ljutomer)
- 75. območni štab Teritorialne obrambe Republike Slovenije (Murska Sobota)
- 77. območni štab Teritorialne obrambe Republike Slovenije (Ptuj)
- 79. območni štab Teritorialne obrambe Republike Slovenije (Slovenska Bistrica)

## Poveljstvo
Junij 1991
- poveljnik PŠTO: podpolkovnik Vladimir Miloševič
- načelnik štaba PŠTO: stotnik 1. razreda Alojz Šteiner
- načelnik operativno učnega odseka: stotnik 1. razreda Franc Ošljak
- načelnik obveščevalnega odseka: stotnik Vladimir Maher
- načelnik odseka za organizacijsko mobilizacijske in personalne zadeve: podporočnica Marijana Mavsar
- pomočnik za domovinsko vzgojo: nepopolnjeno
- pomočnik za zaledje: major Ladislav Lipič